# Nastri d'argento 1957
Els Nastri d'argento 1957 foren a dotzena edició de l'entrega dels premis Nastro d'Argento (Cinta de plata) que va tenir lloc el 1957.

## Guanyadors

### Productor de la millor pel·lícula
- ENIC i Ponti-De Laurentiis - Il ferroviere
- Ponti-De Laurentiis - Guerra e pace
- De Sica Produzione i Titanus - Il tetto

### Millor director
- Pietro Germi - Il ferroviere
- Vittorio De Sica - Il tetto

### Millor guió
- Cesare Zavattini - Il tetto
- Pietro Germi, Alfredo Giannetti i Luciano Vincenzoni - Il ferroviere

### Millor interpretació protagonista masculí
- no atorgat
- Pietro Germi - Il ferroviere
- Marcello Mastroianni - La fortuna di essere donna

### Millor interpretació femenina protagonista
- Anna Magnani - Suor Letizia - Il più grande amore
- Gabriella Pallotta - Il tetto

### Millor actriu no protagonista
- Marisa Merlini - Tempo di villeggiatura
- Luisa Della Noce - Il ferroviere
- Giovanna Ralli - Tempo di villeggiatura

### Millor actor no protagonista
- Peppino De Filippo - Totò, Peppino e i fuorilegge
- Saro Urzì - Il ferroviere

### Millor banda sonora
- Nino Rota - Guerra e pace
- Angelo Francesco Lavagnino - L'impero del sole

### Millor fotografia
- Mario Craveri - L'impero del sole
- Giuseppe Rotunno - Montecarlo
- Carlo Montuori - Il tetto

### Millor escenografia
- Mario Chiari - Guerra e pace
- Ottavio Scotti - Il padrone sono me

### Millor curtmetratge
- Parma città d'oro - de Antonio Petrucci, produïda per l'Istituto nazionale luce

### Millor pel·lícula estrangera
- Moby Dick - La balena bianca (Moby Dick) - de John Huston
- Riccardo III (Richard III) - de Laurence Olivier
- Picnic - de Joshua Logan